# حمام خسروآقا
حمام خسروآقا (خسروآغا) مربوط به دوره صفوی و در اصفهان، خیابان سپه، واقع شده و در تاریخ ۱ مرداد ۱۳۵۳ با شمارهٔ ثبت ۹۷۶ به‌عنوان یکی از آثار ملی ایران به ثبت رسیده بود.

## پیشینه
این اثر در اول مرداد ۱۳۵۳ در زمره آثار ملی قرار گرفت ولی در سال ۱۳۵۴ سربینه آن تبدیل به مغازه شد و آسیب جدی دید اما بعد از آن کل بنا مورد مرمت قرار گرفت. پس از چندی زمزمه ادامه خیابان استانداری (خیابان حکیم کنونی) آغاز شد ولی به دلیل عبور این خیابان از این حمام منتفی شد. در سال ۱۳۵۸ برخی ساکنان محل به طمع راه‌اندازی خیابان جدید و گران شدن املاکشان شایعه کردند که در محل حمام فساد و فحشا می‌شود و باید این محل تخریب گردد و سرانجام در سال ۱۳۵۹ بمبی در این حمام منفجر شد که جز چند ستون چیزی از گرمخانه حمام باقی نگذاشت.
در سال ۱۳۷۱ شورای عالی شهرسازی به علت وجود این حمام، با احداث خیابان مخالفت کرد. سرانجام ساعت ۲ نیمه شب بیست و سوم فروردین ماه سال ۱۳۷۴ بود که عده‌ای ناشناس به حمام خسروآقا حمله کردند و بعد از بیهوش کردن نگهبان حمام، این بنای تاریخی را با خاک یکسان کردند و سنگاب منحصر به فرد آن را نیز دزدیدند. مردم و شهرداری یکدیگر را به انجام این عملیات متهم می‌کنند و عاملان آن تاکنون شناسایی و مجازات نشده‌اند. خیابان حکیم نیز در همان سال راه‌اندازی شد و پس از آن گرچه چند بار در سال‌های مختلف صحبت از بازسازی حمام و خطر ازبین رفتن آخرین بقایای آن شد، اما بازسازی هرگز انجام نگردید.
ملک مدنی، شهردار اسبق اصفهان، معتقد است: «بازهم شهرداری می‌توانست در این زمینه‌ها راه‌های قانونی پیداکرده و کمک و مساعدت کند تا این ارزش‌هایی که از گذشته به ارث رسیده است، هدر نرود».
شهردار اسبق اصفهان ادامه می دهد: «یکی از آن‌ها مسئله احداث آن خیابان بود (منظورم امتداد خیابان استانداری و احداث خیابان حکیم است) که ما در دستور کارمان قرار ندادیم و اعتقادی هم نداشتیم که این خیابان، یعنی خیابان حکیم بدون حساب‌وکتاب احداث شود؛ لذا به آن ورود پیدا نکردیم. در خصوص حفظ این حمام هم تقاضایی وجود نداشت؛ وضعیت میراث‌فرهنگی طوری بود که احساس عطش و نیاز نمی‌کرد و نمی‌آمد رایزنی کند و به هر دری بزند که مشکل خود را حل کند… من هم بارها و بارها از کنار حمام خسروآغا عبور کرده بودم؛ ولی واقعیتش این است که عقلمان نمی‌رسید و توجه کافی به این موضوع نداشتیم؛ وگرنه راه‌حل پیدا می‌کردیم.»
اما حمام علیقلی‌آقا که ساخته برادر خسروآقا (و سازنده مسجد علیقلی‌آقا) بود، بازسازی شد و هم‌اکنون پذیرای گردشگران است.

## نگارخانه

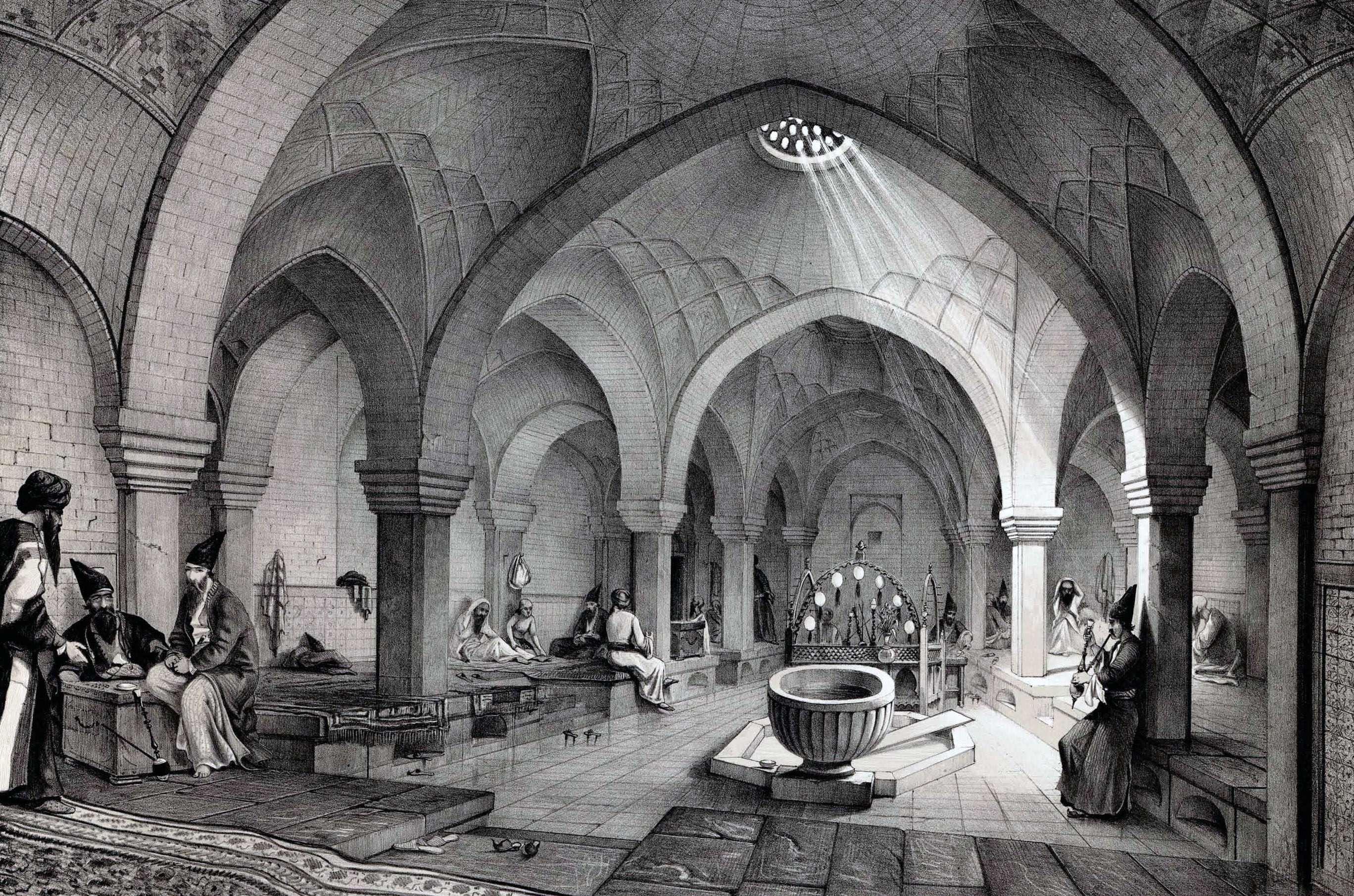
در زمان محمدشاه قاجار
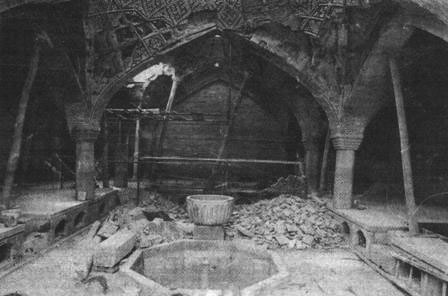
اولین تخریب با بمب‌گذاری
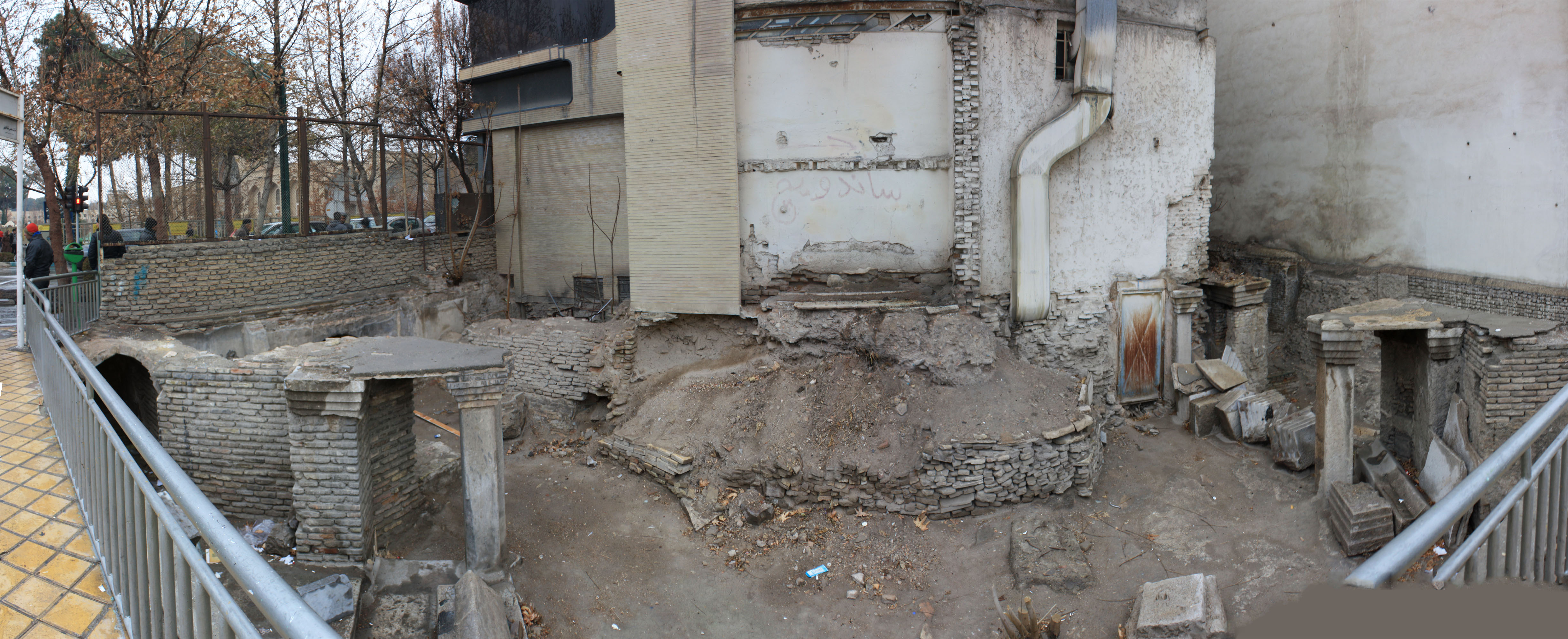
امروز